# Hämobilie
Als Hämobilie bezeichnet man eine Blutung innerhalb der Gallengänge, zumeist mit Austritt von Blut aus der Papilla duodeni major (Papilla Vateri). Sie kann infolge einer Leberbiopsie oder einer Prellung der Leber entstehen. Dabei entsteht ein falsches Aneurysma und damit eine Verbindung zwischen einer Leberarterie und einem Gallengang (arteriobiliäre Fistel).
Hämobilie kann unter anderem Oberbauchbeschwerden, Gelbsucht sowie Blutungen in den Magen-Darm-Trakt mit blutigem Erbrechen oder Teerstuhl verursachen. Die Diagnose erfolgt mittels Duodenoskopie, endoskopisch retrograder Cholangiopankreatikographie und Zöliakographie.
Kleinere Verletzungen der Leberarterien heilen meist spontan aus, das Blutgerinnsel innerhalb der Gallengänge wird nach und nach aufgelöst. Bei einer größeren Hämobilie muss die verletzte Arterie chirurgisch verschlossen werden.